# Carmine Senise (politico)
Carmine Senise (Corleto Perticara, 30 maggio 1836 – Corleto Perticara, 31 ottobre 1918) è stato un prefetto e politico italiano.

## Biografia
Carmine Senise intraprese, dopo aver partecipato come garibaldino ai moti insurrezionali in Basilicata, la carriera amministrativa nel Regno d’Italia tra le file dei liberali moderati. Dopo essere stato commissario regio e sottoprefetto a Velletri, ricoprì la carica di prefetto in diverse città italiane fino ad essere nominato senatore nel 1893. Ricoprì infine anche la carica di presidente del Consiglio provinciale di Potenza.
Era fratello del politico Tommaso Senise e zio dell'omonimo Carmine Senise, capo della polizia in epoca fascista.

## Carriera governativa
- Commissario straordinario regio per la provincia di Velletri (14 ottobre 1870)
- Sottoprefetto di Velletri (25 gennaio 1871)
- Prefetto di Cosenza (21 dicembre 1875)
- Prefetto di Reggio Emilia (8 settembre 1876)
- Prefetto di Salerno (10 ottobre 1877)
- Prefetto di Ancona (7 agosto 1881)
- Prefetto di Caserta (15 marzo 1886)
- Prefetto di Bari (21 agosto 1889)
- Prefetto di Napoli (5 giugno 1892-18 settembre 1893. Collocato a disposizione)